# Marie Renée Marguerite de Scépeaux de Bonchamps
Pour les articles homonymes, voir Bonchamps.
Marie Renée Marguerite de Scépeaux, dite Madame de Bonchamps, née le 5 septembre 1767 à Saint-Hilaire-Saint-Florent et morte le 22 novembre 1845 à Paris, est l'épouse de Charles de Bonchamps, célèbre chef militaire vendéen durant la guerre de Vendée. 
En 1823, elle publie ses Mémoires, rédigées par la comtesse de Genlis, dans lesquelles elle raconte sa vie durant le conflit.

## Biographie

### Enfance
Marguerite de Scépeaux est née dans une fratrie de huit enfants (six garçons et deux filles). Elle est la sœur de Marie Paul de Scépeaux de Bois-Guignot et a pour ancêtre François de Scépeaux, sire de Vieilleville, maréchal de France sous François Ier.
Elle passe ses premières années dans un couvent à Angers jusqu'à la mort de ses parents. Son éducation est alors confiée à la comtesse de la Tour d'Auvergne et à la maréchale d'Aubeterre et est alors placée à l'abbaye de Port-Royal avant d'intégrer le couvent des Dames de Bellechasse où elle reste 3 ans.
Elle sort du couvent pour épouser Charles de Bonchamps puis part s'installer à La Barronnière, une terre de son époux, près de Saint-Florent-le-Vieil.

### Guerre de Vendée
Son mari devient le général et le stratège de la grande armée catholique et royale et elle le suit sur les différents champs de bataille, le soignant de ses blessures reçues lors des combats livrés face aux Républicains. Lors de la bataille de Cholet, Bonchamps est mortellement blessé et décède le 18 octobre 1793 à Saint-Florent-le-Vieil.
Après la mort de son époux, sous la protection de Henri de La Rochejaquelein, elle suit l'armée royale accompagnée de sa fille Zoé et de son fils Herménée. Après la prise de Fougères, elle obtient la grâce des prisonniers prêts à être fusillés. À Dol, devant la fuite des paysans, elle se dresse devant eux et les harangue pour qu'ils continuent la résistance.
Après la défaite de Savenay, elle reprend la route avec ses enfants mais son fils meurt de la petite vérole. Avec sa fille, elle se cache dans un arbre creux où elles restent cloîtrées 3 jours jusqu'à ce qu'un ancien soldat de l'armée de Bonchamps vienne les délivrer pour les emmener chez son père.
Craignant pour sa fille, elle la laisse aux bons soins de paysans et erre seule sur les routes, vêtue en paysanne pour passer inaperçue. Elle est finalement arrêtée et conduite à Ancenis où elle est reconnue. Elle est alors conduite à Nantes où elle reçoit les honneurs militaires avant d'être enfermée à la prison du Bouffay où elle est interrogée à plusieurs reprises mais reste muette sur les questions relatives aux officiers vendéens.
À l'issue de ces interrogatoires, elle est condamnée à mort à l'unanimité. Cependant, un certain Haudaudine, négociant nantais et ancien prisonnier, fait circuler une pétition qui est signée par les Républicains qui avaient eu la vie sauve à la suite de l'intervention de son époux, pour demander sa grâce qui lui est finalement accordée.

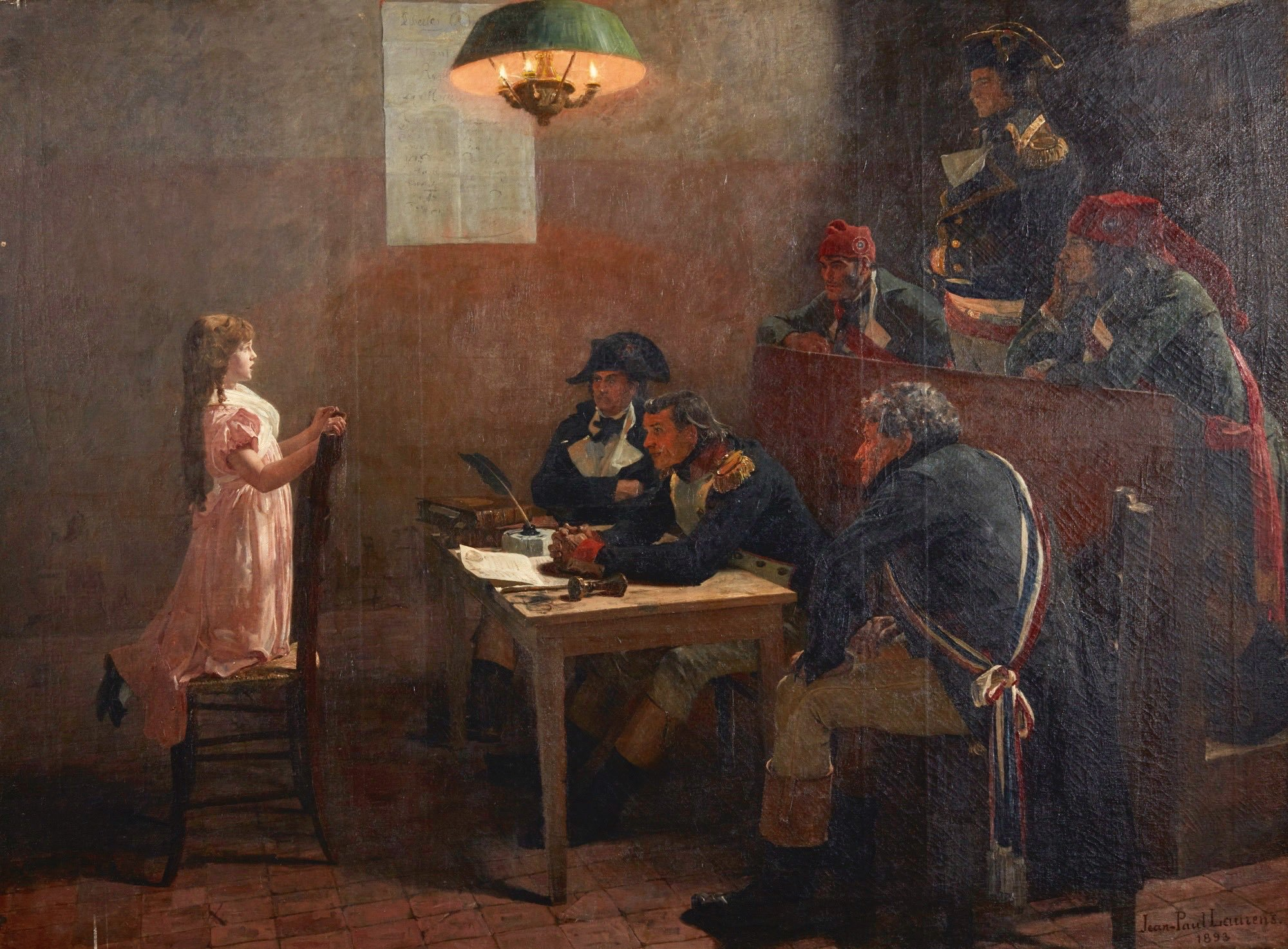
La petite de Bonchamps, huile sur toile de Jean-Paul Laurens, musée d'Orsay, 1893.

Elle peut récupérer sa fille qu'elle envoie au Tribunal pour demander ses lettres de grâce qu'elle tarde à récupérer. À la demande des juges, Zoé chante une chanson, la première qui lui vient à l'esprit, un chant royaliste qu'elle a toujours entendu contenant le refrain 
« Vive, vive le roi
A bas la république ».
Devant l'ingénuité de l'enfant, les lettres lui sont remises.
Après sa sortie de prison, Madame de Bonchamps doit vendre la terre de La Barronnière.

### Rencontre avec NapoléonIer
Lors d'une audience à Fontainebleau, Napoléon Ier reçoit Madame de Bonchamps qui lui raconte sa vie sur les champs de bataille vendéens et son périple après la mort de son mari. L'empereur, apprenant qu'elle est sans fortune, décide de lui allouer une pension de 6 000 francs, avec paiement des arrérages sur 2 années, et de doter sa fille Zoé lorsque celle-ci sera en âge de se marier.